# Sandra Álvarez
Sandra Cecilia Álvarez Monsalve (ur. 30 maja 1967 w Quito) – ekwadorska aktywistka i polityczka. W latach 2009–2013 zastępczyni członka Zgromadzenia Narodowego Ekwadoru jako pierwsza ujawniona osoba LGBT w ekwadorskim parlamencie.

## Życiorys

### Młodość, edukacja i kariera zawodowa
Álvarez urodziła się 30 maja 1967 w Quito, stolicy Ekwadoru. Uczęszczała do religijnej szkoły, jednak po ukończeniu piątej klasy siostra zakonna prowadząca szkołę odmówiła przyjęcia jej do dalszej edukacji, jako powód podając, że Álvarez jest lesbijką. Według Álvarez, na tym etapie nie wiedziała jeszcze, czym jest homoseksualizm. W wieku 20 lat dokonała coming outu.
Po ukończeniu szkoły średniej zamieszkała w mieście Cuenca. Razem ze swoją partnerką zostały zaatakowane, dotkliwie pobite i obrzucone kamieniami przez rodzinę kobiety. Po śmierci matki, w wieku 23 lat, rozpoczęła studia na Universidad Central del Ecuador na kierunku komunikacja społeczna. W czasie studiów rozpoczęła działania w ramach organizacji La Coordinadora Jurídica de Mujeres (CJM).

### Działalność polityczna
W 2007 roku pracowała jako koordynatorka działań związanych ze wsparciem kobiet dla rady miasta Montecristi. Była uczestniczką Zgromadzenia Konstytucyjnego Ekwadoru. Po uchwaleniu nowej konstytucji Ekwadoru w 2008 roku z powodzeniem wystartowała w wyborach generalnych w Ekwadorze w 2009 roku. Została wybrana zastępczynią członka Zgromadzenia Narodowego Ekwadoru – Paco Velasci, późniejszego ministra kultury. W wyborach startowała z ramienia partii Alianza PAIS, nie będąc jednak jej członkinią. Została pierwszą zadeklarowaną lesbijką i osobą LGBT w ekwadorskim parlamencie.

### Pozostała działalność
Jest uważana za jedną z osób, które doprowadziły do dekryminalizacji homoseksualizmu w Ekwadorze, jednak archiwa z tamtych czasów milczą o dokonaniach wielu organizacji kobiecych.
W 2002 roku była jedną z sześciu kandydatek na przewodniczącą Coordinadora Jurídica de Mujeres, jednak jej kandydatura spotkała się z homofobicznymi atakami ze strony innych członkiń, które porównywały lesbijkę u steru organizacji do „mężczyzny, który atakowałby zgromadzone w niej kobiety”. W 2003 roku wspólnie ze swoją partnerką założyła Organización Ecuatoriana de Mujeres Lesbianas (OEML), organizację skupioną na wsparciu lesbijek w Ekwadorze.
W 2016 roku otrzymała nagrodę Premio Patricio Brabomalo od miasta Quito za zasługi w walce o prawa osób nieheteronormatywnych.
W 2023 roku pracowała jako członkini służby cywilnej w Ministerstwie Gospodarki.

### Życie prywatne
Jest lesbijką. Dokonała coming outu w wieku 20 lat.